# Reem Abdullah
Reem Abdullah (arabisch ريم عبد الله, DMG Rīm ʿAbd Allāh; * 20. Februar 1987 in Riad) ist eine saudische Filmschauspielerin.

## Leben
Reem Abdullah ist seit 2007 als Schauspielerin tätig. Sie spielte in den Serien White Heart und der MBC-Satire/Comedyserie Tash Ma Tash. Mit Das Mädchen Wadjda gab sie 2012 ihr Spielfilmdebüt. Ab 2016 spielte sie in der humoristischen Serie Selfie, ab 2018 in der Historienserie Asouf, die das Leben in Saudi-Arabien in den 1970er Jahren thematisiert.

## Filmografie
- 2007–2009: White Heart (Fernsehserie)
- 2007: Amsha bint Ammash (Fernsehserie)
- 2007–2010: Tash Ma Tash (Fernsehserie)
- 2008: Bayni Walak (Fernsehserie)
- 2012: Das Mädchen Wadjda
- 2016–2017: Selfie (Fernsehserie, 58 Folgen)
- 2018–2019: Asouf (Fernsehserie, 53 Folgen)